# Ludwik Stakebrand
Ludwik Stakebrand (ur. 1790 we Wrocławiu, zm. 9 marca 1855 w Warszawie, syn Jana Bogusława i Marii z Kazowskich) – wojskowy lekarz warszawski, wolnomularz.

## Szkic biograficzny
Ludwik Stakebrand pochodził z wrocławskiej rodziny luterańskiej, której członkowie od paru pokoleń wykonywali zawód lekarski. Po naukach w szkole średniej we Wrocławiu zaczął studia medyczne w rodzinnym mieście, ale przerwał je w roku 1810 i przeniósł się do Warszawy, gdzie prawdopodobnie od czasów pruskich 1795–1806 mieszkał jego stryj Friedrich Wilhelm Stakebrand (zm. 1835), również lekarz i wolnomularz. Ludwik Stakebrand uzyskał zatrudnienie jako felczer w jednym z pułków artylerii konnej Księstwa Warszawskiego i wziął udział w kampanii roku 1812. Pełnił swe obowiązki w bitwie nad Berezyną, odniósł wówczas rany a za odwagę i poświęcenie otrzymał złoty krzyż orderu Virtuti Militari. Walczył także w bitwie pod Lipskiem, gdzie dostał się do niewoli rosyjskiej. Po upadku Napoleona Stakebrand powrócił do Warszawy, gdzie w roku 1815 mianowano go lekarzem batalionowym w gwardyjskim pułku artylerii konnej. W roku 1816 podjął na nowo studia medyczne i uzyskał w kwietniu 1817 roku dyplom lekarza na Uniwersytecie w Jenie.
W latach 1818–1827 był lekarzem sztabowym w drugim pułku ułanów. W latach 1827–1830 był lekarzem sztabowym w Sztabie Korpusu Artylerii i Inżynierów. W marcu 1830 roku awansował na lekarza dywizyjnego w drugiej dywizji piechoty. Również w 1830 roku otrzymał znak honorowy za 20 lat służby wojskowej.
Ludwik Stakebrand wziął udział w powstaniu listopadowym jako ordynator w lazarecie urządzonym w Koszarach Mirowskich w Warszawie i potem w Szpitalu Ujazdowskim. Po klęsce powstania pozostał w Warszawie. Od 1832 roku pracował w Warszawskim Szpitalu Wojskowym, gdzie początkowo był ordynatorem i zajmował się oddziałem oficerskim, a później pierwszym lekarzem (1847) i starszym ordynatorem (1854–1855).
Ludwik Stakebrand prowadził prywatną praktykę lekarską w Warszawie. Posiadał dom na Krakowskim Przedmieściu nr 431 na wprost ulicy Bednarskiej.
Od 1836 roku był czynnym członkiem Towarzystwa Lekarskiego Warszawskiego. W 1840 roku został wybrany na podskarbiego Towarzystwa i funkcję tę pełnił aż do śmierci.
17 lutego 1819 roku Stakebrand ożenił się z Marią z domu Schöschmann. Miał z nią córkę Emilię Aleksandrę (dwóch imion).
Obaj Stakebrandowie, Ludwik i Fryderyk Wilhelm, byli członkami warszawskiej loży masońskiej Świątynia Stałości (niem. Halle der Beständigkeit). Rodzina posiadała grobowiec na warszawskim cmentarzu ewangelickim, dziś zaginiony, prawdopodobnie zniszczony w czasie powstania warszawskiego.